# Anatolij Norakidze
Anatoli ("Giga") Norakidze, gruz. ანატოლი ("გიგა") ნორაკიძე, ros. Анатолий Леванович Норакидзе, Anatolij Lewanowicz Norakidze (ur. 30 marca 1930 w Oczamczyrze, Zakaukaska FSRR, ZSRR, zm. 27 lutego 1995 w Tbilisi, Gruzja) – gruziński piłkarz, grający na pozycji pomocnika, trener piłkarski.

## Kariera piłkarska

### Kariera klubowa
Wychowanek Szkoły Sportowej w Oczamczyrze. W 1948 roku rozpoczął karierę piłkarską w miejscowej drużynie Dinamo Oczamczyra. W 1950 przeszedł do Dinamo Suchumi, a w 1951 roku przeniósł się do Spartaki Tbilisi. W 1952 został powołany do wojska, gdzie występował w klubie Domu Oficerów (DO) Tbilisi. W 1953 powrócił na krótko do Spartaki Tbilisi, a potem od 1954 do 1957 ponownie bronił barw wojskowego klubu DO Tbilisi o późniejszej nazwie SKVO Tbilisi. W 1958 został zaproszony do Dinama Tbilisi, ale po pół roku powrócił do SKVO Tbilisi, w którym zakończył karierę piłkarską. Co prawda potem w 1977 będąc trenerem Dinama Suchumi został wniesiony na listę piłkarzy tego klubu.

## Kariera trenerska
Po zakończeniu kariery piłkarskiej rozpoczął pracę szkoleniową. Najpierw od 1962 pomagał trenować Torpedo Kutaisi, a od 1965 samodzielnie prowadził kutaiski klub. W 1968 również pracował jako dyrektor kutaiskiej drużyny. Od 1969 do 1972 prowadził kluby Meszachte Tkibuli, Dila Gori i Mercchali Macharadze. W 1973 ponownie wrócił do kierowania klubem Torpedo Kutaisi. W 1977 odszedł do Dinamo Suchumi. Następnie w 1979 i 1983 znów pracował na stanowisku głównego trenera w Torpedo Kutaisi, a w 1989 w Dinamo Suchumi.
W 1990 został wybrany na pierwszego trenera reprezentacji Gruzji. Jesienią 1993 po 6 porażkach został zmieniony na Aleksandre Cziwadze.
Zmarł 27 lutego 1995 w Tbilisi i został pochowany na tamtejszym cmentarzu.

## Sukcesy i odznaczenia

### Sukcesy klubowe
- brązowy medalista mistrzostw Pierwszej ligi ZSRR: 1952, 1957

### Odznaczenia
- tytuł Mistrza Sportu ZSRR: 1961
- tytuł Zasłużonego Trenera Gruzińskiej SRR: 1970